# Pennant Bay
Pennant Bay – zatoka (ang. bay) w kanadyjskiej prowincji Nowa Szkocja, w hrabstwie Halifax, na południowy zachód od miejscowości Halifax; nazwa urzędowo zatwierdzona 5 marca 1953.